# Ictidorhinus
Ictidorhinus es un género extinto de terápsido biarmosuquio. Sus fósiles se han encontrado en la Zona faunística de Dicynodon en el Grupo Beaufort en la cuenca del Karoo, en Sudáfrica y datan del Pérmico Superior. Tenía un hocico corto y órbitas oculares proporcionalmente grandes. Estas características pueden indicar a un animal juvenil, posiblemente de Lycaenodon. Sin embargo, hasta donde se sabe estos dos géneros no fueron contemporáneos, lo que hace improbable que el material de Ictidorhinus sea una forma inmadura de Lycaenodon.
Ictidorhinus es el representante mejor conocido de la familia Ictidorhinidae, nombrada por el paleontólogo sudafricano Robert Broom en 1932. Muchos biarmosuquios habían sido identificados como ictidorrínidos desde que se nombró a esta familia, mayormente basándose en su pequeño tamaño. Varios biarmosuquios de Rusia fueron clasificados como ictidorrínidos basándose solo en huesos parciales de la mandíbula. Recientes análisis filogenéticos de los biarmosuquios han encontrado que Ictidorhinidae es una colección parafilética de especies que están por fuera del más derivado clado Burnetiamorpha.